# Pseudolatisternum pujoli
Pseudolatisternum pujoli är en skalbaggsart som beskrevs av Stefan von Breuning 1970. Pseudolatisternum pujoli ingår i släktet Pseudolatisternum och familjen långhorningar. Inga underarter finns listade i Catalogue of Life.